# Wiesenthal (Münchberg)
Wiesenthal ist ein Gemeindeteil der Stadt Münchberg im Landkreis Hof (Oberfranken, Bayern). Wiesenthal liegt in der Gemarkung Straas.

## Geografie
Die Einöde liegt am Lohbach, einem rechten Zufluss des Mussenbachs. Eine Gemeindeverbindungsstraße führt nach Biengarten (1,3 km westlich) bzw. nach Schweinsbach zur Kreisstraße HO 44 (0,9 km südöstlich).

## Geschichte
Von 1797 bis 1810 unterstand Wiesenthal dem Justiz- und Kammeramt Münchberg. Infolge des Ersten Gemeindeedikts wurde Wiesenthal dem 1812 gebildeten Steuerdistrikt Straas und der zugleich entstanden Ruralgemeinde Straas zugewiesen. Im Zuge der Gebietsreform in Bayern wurde Wiesenthal am 1. Juli 1972 nach Münchberg eingemeindet.

### Einwohnerentwicklung
| Jahr      | 1861  | 1871  | 1885   | 1900   | 1925   | 1950   | 1961   | 1970   | 1987  |
| Einwohner | 7     | 10    | 6      | 3      | 6      | 10     | 6      | 4      | 5     |
| Häuser    |       |       | 1      | 1      | 1      | 1      | 1      |        | 1     |
| Quelle    | [ 8 ] | [ 9 ] | [ 10 ] | [ 11 ] | [ 12 ] | [ 13 ] | [ 14 ] | [ 15 ] | [ 1 ] |

## Religion
Wiesenthal ist bis heute nach St. Peter und Paul (Münchberg) gepfarrt und evangelisch-lutherisch geprägt.